# Jean-Baptiste-Joseph Champagnac
Jean-Baptiste-Joseph Champagnac (Parigi, 1º marzo 1798 – Parigi, 1858) è stato uno scrittore francese.

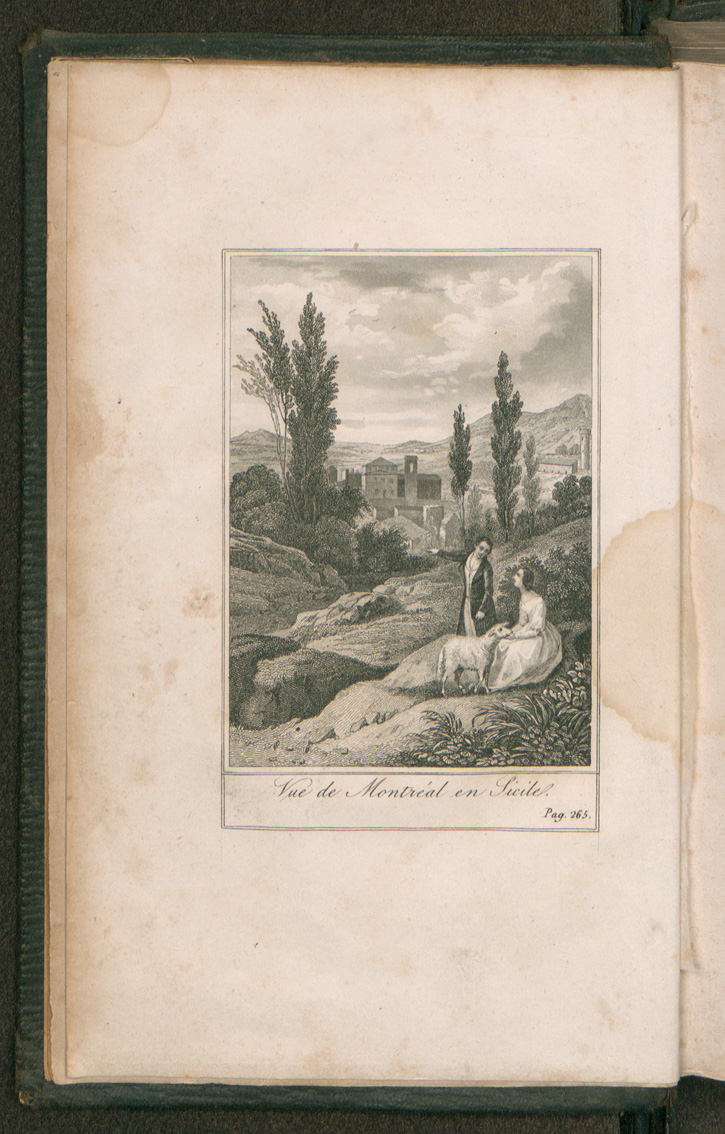
Antiporta di Ernest et Fortunat, 1842

Scrisse anche sotto diversi pseudonimi: Jean-Baptiste-Joseph de Chantal (1798-1858), Jean-Baptiste-Joseph de Mirval (1798-1858), Ch. de Mirval (1798-1858), C.H. de Mirval (1758-1858), M. de Mirval (1758-1858).

## Biografia
Fu un proficuo autore di manuali di pedagogia, morale e di racconti di viaggio per ragazzi. Supervisionò la pubblicazione del Dictionnaire historique, critique et biographique universel, fu autore di un dizionario ne l'Encyclopédie Migne e degli indici delle opere di Voltaire.

## Opere
- Jean Baptiste Joseph Champagnac, Ernest et Fortunat, ou les jeunes voyageurs en Italie, Lehuby P. C., 1842.